# Djibo Sani Yahaya
Djibo Sani Yahaya es un deportista nigerino que compite en taekwondo. Ganó una medalla de bronce en el Campeonato Africano de Taekwondo de 2018, en la categoría de –80 kg.

## Palmarés internacional
| Campeonato Africano | Campeonato Africano | Campeonato Africano | Campeonato Africano |
| Año                 | Lugar               | Medalla             | Categoría           |
| ------------------- | ------------------- | ------------------- | ------------------- |
| 2018                | Agadir (Marruecos)  | Medalla de bronce   | –80 kg              |